# Dimítris Giannoúlis
Dimítris Giannoúlis (grec moderne : Δημήτρης Γιαννούλης, Dimítris Yannoúlis), né le 17 octobre 1995 à Kateríni en Grèce, est un footballeur international grec qui joue au poste d'arrière gauche au FC Augsbourg.

## Biographie

### Débuts professionnels
Né à Kateríni en Grèce, Dimítris Giannoúlis commence le football au Vataniakos FC. En 2014 il s'engage en faveur du PAOK Salonique. Il est cependant rapidement prêté à plusieurs clubs.
Prêté au PAE Veria lors de la saison 2015-2016, Dimítris Giannoúlis est élu "Rookie of the Year" cette saison-là. Il prolonge en août 2016 son contrat avec le PAOK jusqu'en 2020.
Le 20 janvier 2017, Giannoúlis est prêté au club chypriote de l'Anorthosis Famagouste jusqu'à la fin de la saison.

### Retour au PAOK
En décembre 2018 le PAOK refuse une offre de 2,2 millions d'euros du Stade rennais pour le joueur.
Après ces différents prêts Giannoúlis fait son retour au PAOK Salonique, où il s'impose comme un titulaire. Avec le PAOK il est notamment sacré champion de Grèce en 2018-2019, et remporte aussi la coupe de Grèce la même année.
Giannoúlis joue son premier match de Ligue des champions le 6 août 2019, contre l'Ajax Amsterdam. Titulaire, il délivre une passe décisive pour Chuba Akpom mais les deux équipes se neutralisent (2-2 score final).

### Norwich City
Le 19 janvier 2021, il est prêté à Norwich City avec option d'achat. Il joue son premier match pour Norwich dès le 30 janvier 2021, contre le Middlesbrough FC, en championnat. Il est titularisé et les deux équipes se neutralisent (0-0). Giannoúlis est automatiquement transféré en fin de saison grâce à la promotion en Premier League du club.

### FC Augsbourg
Le 23 juillet 2024, Dimítris Giannoúlis rejoint l'Allemagne afin de s'engager en faveur du FC Augsbourg. Il signe un contrat de quatre ans, soit jusqu'en juin 2028.

### En sélection nationale
Le 15 mai 2018, Dimítris Giannoúlis honore sa première sélection avec l'équipe nationale de Grèce face à l'Arabie saoudite. Il est titulaire ce jour-là mais écope également d'un carton rouge, laissant ses partenaires à 10 contre 11. La Grèce s'incline finalement par deux buts à zéro.

## Palmarès
PAOK Salonique
- Champion de Grèce en 2018-2019.
- Vainqueur de la Coupe de Grèce en 2018-2019.

  Norwich City
- Champion d'Angleterre de deuxième division en 2021.